# Rey mono (juego)
Rey Mono es un juego de mesa español creado por los emprendedores Alejandro Roldán y Aida Caba, publicado en 2024 por su editorial independiente Badan Studios. El juego ganó notoriedad por su enfoque multigeneracional, su dinamismo y su producción sostenible.

## Jugabilidad
Rey Mono es un juego de cartas competitivo en el que los jugadores intentan hacer el mayor número de puntos posible. Para ello, deben emparejar cartas del mismo color, activar cartas especiales, sabotear a otros jugadores y gestionar bien su mano. Las partidas están pensadas para 2 a 8 jugadores, duran entre 10 y 15 minutos y están recomendadas para mayores de 8 años.

## Historia
La idea surgió de dos emprendedores vinculados al mundo del entretenimiento y la comunicación. Su objetivo era crear una experiencia social que conectara a varias generaciones, en un formato físico y accesible. El desarrollo fue autofinanciado y la primera edición se agotó en el primer año del lanzamiento. En palabras de sus creadores, “competir en el mundo de los juegos de mesa era casi una locura, nos sentíamos como David contra Goliat”.

## Recepción
En solo cinco meses desde su salida al mercado, Rey Mono fue galardonado con el premio a Mejor Juego Familiar en la feria InterOcio 2025. El reconocimiento fue destacado por numerosos medios locales y nacionales. También ha aparecido en publicaciones como 2D6 Magazine, Diario de Sevilla, Europa Sur o Cadena SER.
También fue incluido en listas de juegos recomendados por medios como *El Plural*, que lo destacó como ideal para reuniones en casa rural y como uno de los juegos españoles más originales del momento.
Además, el auge de los juegos de mesa como fenómeno cultural ha sido reflejado en reportajes más amplios, como el publicado por *El País* en junio de 2025.